# Elsa Textorius
Elsa Georgina Textorius (* 20. Juni 1889 in Stockholm; † 7. Juli 1972 ebenda) war eine schwedische Schauspielerin. 

## Leben
Elsa Textorius war die Tochter des Schauspielers Oskar Textorius und seiner ersten Frau Georgina Sondell. Bis 1926 war sie mit dem Schauspieler Carl-Ivar Ytterman  verheiratet. 
Textorius war von 1926 bis 1952 Leiterin des Burgårdens Freilufttheater in Göteborg. Ihr Filmdebüt hatte sie 1952 in dem schwedischen Film Åsa-Nisse på nya äventyr. Sie spielte in sechs Filmen mit.

## Filmografie
- 1952: Åsa-Nisse på nya äventyr
- 1953: Die Liebenden vom Gulbrandstal (Ingen mans kvinna)
- 1954: Gud Fader och tattaren
- 1954: I rök och dans
- 1956: Bretter die die Welt bedeuten (Sceningång)
- 1966: Dr. Westers letzter Patient (Träfracken)